# Marija Leontjewna Botschkarjowa

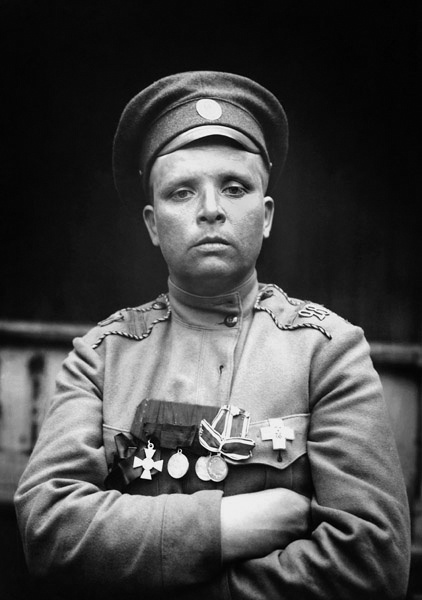
Marija Leontjewna Botschkarjowa (1917)

Marija Leontjewna Botschkarjowa, geboren Frolkowa, (russisch Мария Леонтьевна Бочкарёва, урожд. Фролкова; * im Juli 1889 im Dorf Nikolskoje, Ujesd Kirillow, Gouvernement Nowgorod; † 16. Mai 1920 in Krasnojarsk, Gouvernement Jenisseisk) war eine russische Offizierin.

## Leben
Botschkarjowa war das dritte Kind einer armen Bauernfamilie, die 1895 nach Sibirien in das Gouvernement Tomsk zog, wo Siedlern große Grundstücke und finanzielle Unterstützung versprochen wurden. Im Januar 1906 heiratete sie den 23-jährigen Afanassi Sergejewitsch Botschkarjow aus einem Dorf bei Tomsk. Sie ließ sich mit ihm in Tomsk nieder, aber er trank, sodass sie sich von ihm trennte.
Botschkarjowa zog zu dem jüdischen Fleischer Jakow Gerschewitsch Buk in Irkutsk. Als er im Mai 1912 wegen Beteiligung an Raubüberfällen verhaftet und nach Jakutsk verbannt wurde, folgte sie ihm dorthin zu Fuß. Sie eröffneten zum Schein einen Fleischerladen, während Buk bei den chinesischen Honghuzi-Banditen tätig war. Bald kam die Polizei der Bande auf die Spur, und Buk wurde in die Siedlung Amga gebracht, wohin sie ihm wieder folgte.
Als Buk zu trinken und seine Frau zu misshandeln begann, verließ Botschkarjowa ihn nach Ausbruch des Ersten Weltkriegs und ging im August 1914 nach Tomsk, um für den Kampf in die Kaiserlich Russische Armee aufgenommen zu werden. Da Frauen nicht aufgenommen werden konnten, riet man ihr, als Krankenschwester  an die Front zu gehen. Darauf schickte sie ein Telegramm an Zar Nikolaus II., das unerwartet positiv beantwortet wurde. Sie kam nun nach kurzer Ausbildung als Soldatin an die Front und wurde zunächst verspottet und misshandelt. Aufgrund ihrer Tapferkeit im Kampf wurde sie dann doch allgemein respektiert. Nach Verwundungen und zahllosen Gefechten wurde sie zur Ober-Unteroffizierin befördert.
Nach der Februarrevolution 1917 forderte der Kriegsminister der Provisorischen Regierung Alexander Kerenski Botschkarjowa auf, entsprechend ihrem Vorschlag ein Frauen-Todesbataillon aufzustellen. Bis zu 2000 Personen meldeten sich, darunter Kerenskis Frau und Petrograder Adelstöchter. Der Oberkommandierende Alexei Brussilow genehmigte das Vorhaben, und Kerenski beförderte Botschkarjowa zum Praporschtschik. Aufgrund der von ihr erzwungenen strikten Disziplin mit Abschneiden der Haare verringerte sich schnell die Zahl auf 300 Frauen. Im Juni 1917 wurde Botschkarjowas Frauen-Todeskommando in Petrograd vor der Isaakskathedrale feierlich in Dienst gestellt. Im Sommer 1917 zeichnete sich das Kommando in den Kämpfen bei Smorgon aus und beeindruckte den Oberbefehlshaber Anton Denikin. Botschkarjowa war dort verwundet worden und kam in ein Petrograder Krankenhaus, wo sie zum Podporutschik befördert wurde. Während der Oktoberrevolution verteidigte ein Teil des Kommandos den Winterpalast.
Nach der Oktoberrevolution löste Botschkarjowa das Frauenkommando auf und verließ Petrograd. Auf dem Weg nach Tomsk wurde sie von Bolschewiki aufgehalten und zur Mitarbeit aufgefordert. Als sie sich weigerte, wurden ihr Beziehungen zum Oberbefehlshaber der Weißen Armee Lawr Kornilow vorgeworfen. Dank der Hilfe einer früheren Kameradin konnte sie freikommen und flüchtete in Krankenschwesterkleidung nach Wladiwostok. Von dort brach sie mit Unterstützung des US-amerikanischen Konsuls zu einer Agitationsreise in die USA auf.
Im April 1918 kam Botschkarjowa in San Francisco an und reiste mit Unterstützung der reichen Socialite und Suffragette Florence Jaffray Harriman durchs Land. Am 10. Juli 1918 wurde sie von Präsident Woodrow Wilson im Weißen Haus empfangen, dem sie mit der Bitte um Hilfe gegen die Bolschewiki ihr dramatisches Schicksal schilderte. Das Buch über Botschkarjowas Leben des Journalisten Isaac Don Levine erschien 1919 und wurde in mehrere Sprachen übersetzt. Sie reiste weiter nach London und wurde von König Georg V. empfangen, der ihr eine finanzielle Unterstützung gewährte.
Im August 1918 kam Botschkarjowa mit dem britischen Expeditionskorps nach Archangelsk, wo sie vergeblich versuchte, die Frauen zum Kampf gegen die Bolschewiki zu bewegen. Der dort mit Hilfe britischer und französischer Truppen zur Macht gekommene weiße Kommandeur Wladimir Maruschewski erklärte mit Befehl vom 27. Dezember 1918 die Einberufung von Frauen zum Militärdienst zu einer Schande für die Bevölkerung der Nordregion und verbot Botschkarjowa das Tragen ihrer Offiziersuniform. Im Herbst 1919 gelangte sie nach Sibirien in die weiße Hauptstadt Omsk, wo der weiße Machthaber Alexander Koltschak sie empfing und ihr die Aufstellung einer Frauensanitätstruppe vorschlug. Wegen des zusammenbrechenden weißen Widerstands in Sibirien war es aber dafür bereits zu spät.
Am 7. Januar 1920 wurde Botschkarjowa von Organen der Tscheka verhaftet und nach Krasnojarsk gebracht. Nach langwierigen Verhören wurden ihr verbrecherischen Tätigkeiten gegen die RSFSR vorgeworfen und am 21. April 1920 beschlossen, ihren Fall der Sonderabteilung der Tscheka in Moskau zu übergeben. Mit neuem Beschluss am 15. Mai 1920 in Krasnojarsk wurde sie zum Tod durch Erschießen verurteilt; das Urteil wurde am folgenden Tag vollstreckt. Mit Beschluss der Staatsanwaltschaft der Oblast Omsk vom 9. Januar 1992 wurde Botschkarjowa rehabilitiert.

## Ehrungen, Preise
- Georgskreuz IV. Klasse, III. Klasse[1]
- Georgsmedaille IV. Klasse (1916), III. Klasse
- Silberne Verdienstmedaille[1]

## Rezeption
Maria Botschkarjowa ist eine der Heldinnen des russischen Films Bataljon (russisch: Батальонъ, „Bataillon“) unter der Regie von Dmitriy Meshiev, der im Februar 2015 in die Kinos kam. 
Im Jahr 2018 veröffentlichte die New York Times einen verspäteten Nachruf auf sie.